# Treonin-tRNK ligaza
Treonin-tRNK ligaza (EC 6.1.1.3, treonil-tRNK sintetaza, treonil-transferna ribonukleatna sintetaza, treonil-transferna RNK sintetaza, treonil-transferna ribonukleinsko kiselinska sintetaza, treonilna ribonukleinska sintetaza, treonin-transferna ribonukleatna sintetaza, treoninska translaza, treonil-tRNK sintetaza, TRS) je enzim sa sistematskim imenom L-treonin:tRNKThr ligaza (formira AMP). Ovaj enzim katalizuje sledeću hemijsku reakciju
ATP + -treonin + tRNKThr {\displaystyle \rightleftharpoons } AMP + difosfat + L-treonil-tRNKThr

## Literatura
- Nicholas C. Price; Lewis Stevens (1999). Fundamentals of Enzymology: The Cell and Molecular Biology of Catalytic Proteins (Third изд.). USA: Oxford University Press. ISBN 019850229X.
- Eric J. Toone (2006). Advances in Enzymology and Related Areas of Molecular Biology, Protein Evolution (Volume 75 изд.). Wiley-Interscience. ISBN 0471205036.
- Branden C; Tooze J. Introduction to Protein Structure. New York, NY: Garland Publishing. ISBN 0-8153-2305-0.
- Irwin H. Segel. Enzyme Kinetics: Behavior and Analysis of Rapid Equilibrium and Steady-State Enzyme Systems (Book 44 изд.). Wiley Classics Library. ISBN 0471303097.
- William P. Jencks (1987). Catalysis in Chemistry and Enzymology. Dover Publications. ISBN 0486654605.

## Spoljašnje veze
- Threonine---tRNA+ligase на 